# Гореславский, Алексей Сергеевич
Алексе́й Серге́евич Горесла́вский (род. 13 июля 1977 года, Москва) — российский журналист и управленец. Работал на руководящих должностях в холдинге Rambler&Co (2013—2020), в том числе как главный редактор интернет-издания «Lenta.ru» (2014—2016). В дальнейшем как заместитель главы управления общественных проектов администрации президента России (2017—2020) курировал интернет-отрасль. Затем руководил АНО «Диалог» (2020—2021), с 1 декабря 2021 возглавляет АНО «Институт развития интернета». Из-за распространения дезинформации и пропаганды в ходе российского вторжения на Украину находится под санкциями 27 стран Евросоюза

## Биография

### Образование и работа в СМИ
В 1999 году окончил исторический факультет МГУ и аспирантуру Института США и Канады РАН.
Во время учёбы в университете, с 1995 по июнь 1998 года работал корреспондентом отдела «Частная жизнь» газеты «Московский комсомолец». Затем до 2004 года был редактором отдела политики и экономики газеты «Совершенно секретно. Версия». С июля 2005-го по май 2007 года был главным редактором интернет-газеты «Взгляд», в 2007—2010 годах директором службы интернет-проектов информагентства «Интерфакс», а с 2011-го по 2013 год Гореславский являлся президентом коммуникационного агентства Agency One.

### Работа в структурах «Рамблера»
В мае 2013 года стал заместителем генерального директора по внешним коммуникациям медиахолдинга «Афиша-Рамблер-SUP».
12 марта 2014 года Алексей Гореславский был назначен главным редактором интернет-портала Lenta.ru. Это назначение последовало вслед за громким скандалом — без объяснения причин владельцем холдинга Александром Мамутом была уволена прежний главред «Ленты» Галина Тимченко, возглавлявшая издание с 1999 года. В дальнейшем увольнение Тимченко связали с полученным «Лентой.ру» предупреждением от Роскомнадзора о нарушении в одном из материалов сразу трёх законов: об информации, о СМИ и о противодействии экстремизму. Вслед за увольнением Тимченко 39 сотрудников редакции написали заявление об уходе. Журналистское сообщество в целом сочло увольнение Галины Тимченко актом цензуры, а Гореславского называли «человеком Кремля». Сам Алексей Гореславский заявил, что «Лента.ру» останется «независимым изданием с самостоятельной редакционной политикой» и что он «считает своей задачей повышение экономической эффективности сайта».
Гореславский возглавлял редакцию вплоть до 8 февраля 2016, когда его сменил Александр Белоновский. Одновременно Гореславский был назначен исполнительным директором по медиа Rambler&Co. Ему было передано управление бизнесом медиапроектов «Лента.ру», «Газета.ru», «Чемпионат.com», «Рамблер.Новости», ИА Rambler News Service, «Секрет фирмы», «Живой журнал» (ЖЖ), WMJ.ru, Passion.ru и других, в его сфере ответственности был также запуск новых медиа. При Гореславском аудиторные показатели медиапроектов Rambler&Со демонстрировали стабильный рост.

### Работа в Администрации президента
Ещё в июле 2017 года СМИ сообщали, что Гореславский может уйти из Rambler&Co в администрацию президента. По данным РБК, обсуждалось место заместителя главы управления общественных проектов администрации президента (УОП АП). Официально назначение на эту позицию произошло в феврале 2018 года.
В качестве замначальника УОП Гореславский отвечал за интернет-проекты и контент в Сети, выстраивал взаимодействие с интернет-компаниями, такими как «Яндекс» и «Мэйл.ру», а также курировал работу регионов с системой «Инцидент-менеджмент». СМИ неоднократно называли Гореславского «кремлёвским куратором интернета». В 2018 году «Коммерсантъ» сообщал, что в непосредственном подчинении Гореславского находится департамент современных информационных технологий и новых коммуникаций из шести человек. Именно он лоббировал внедрение в регионах системы «Инцидент», разработанной «Медиалогией» и позволяющей региональным властям мониторить социальные сети на предмет претензий граждан к чиновникам. «Инцидент» мотивировал региональные власти отвечать на запросы гораздо оперативнее формальных сроков. В том же году с подачи Гореславского администрация президента добилась выделения из бюджета 9 млрд рублей на три года для конкурса на разработку молодёжного интернет-контента. Оператором проекта выступает «Институт развития интернета», созданный в 2015 году АП и курируемый непосредственно Алексеем Гореславским.

### АНО «Диалог»
В ноябре 2019 власти Москвы через департамент информационных технологий создали центр мониторинга и аналитики эффективности обратной связи с жителями города — автономную некоммерческую организацию «Диалог». В январе 2020 СМИ сообщали, что Гореславский может по поручению руководства АП возглавить АНО «Диалог». Эта информация подтвердилась в феврале, когда Гореславский после ухода из администрации президента стал гендиректором новой организации.
По данным СМИ, в Кремле было принято решение о распространении работы «Диалога» на федеральный уровень. В марте 2020 Meduza сообщала, что на базе «Диалога» будет создан  государственный центр по информированию граждан о ситуации с коронавирусом. Ранее РБК писал, что АНО будет заниматься развитием цифровых платформ обратной связи с гражданами по всей стране. Издание Daily Storm сообщало, что «Диалог» не только готовит социологию для власти и стал межведомственным координатором верификации потенциальных фейковых новостей и борьбы с их распространением, но также занимается созданием центров управления регионами (ЦУРы), которые «обеспечивают межведомственное и межуровневое взаимодействие органов власти и организаций». Первые тестовые ЦУРы в сотрудничестве с Минкомсвязи и АНО «Цифровая экономика» были запущены в шести регионах ещё в апреле 2020.
АНО «Диалог» рекламировала поправки к Конституции РФ, вакцинацию и т. д. После того как Гореславский ушёл в «Институт развития интернета», «Диалог» возглавил создатель эротического календаря со студентками журфака МГУ ко дню рождения президента и руководитель молодёжного движения «Сеть сторонников Путина» Владимир Табак.

### АНО «Институт развития интернета»
В конце ноября 2021 года на собрании учредителей АНО «Институт развития интернета» Алексей Гореславский был назначен новым гендиректором АНО «ИРИ». В обязанности он вступил с 1 декабря, сменив в должности Антона Ключкина, который перешёл на должность советника руководителя организации. По данным РБК, Гореславский должен будет заняться «появлением нового прогосударственного качественного контента», летом 2021 года ИРИ получил от государства 7 миллиардов рублей на создание «молодежно-патриотического контента в интернете», в январе 2020 года субсидию на 9 млрд рублей на три года институту выдала Росмолодежь. Следы деятельности этой организации находили в продвижении принадлежащей Газпром-медиа видеоплатформе Rutube (с 2021 года ИРИ обязал своих грантополучателей выкладывать свой видеоконтент именно там), работе c блогерами и создание кино и сериальной продукции на российских интернет-платформах.

## Семья
Женат на Марии Гореславской, главном редакторе информационного журнала о Европе - Euromag. Воспитывает дочь.

## Санкции
В 2022 году, после нападения России на Украину, Гореславский был внесён ФБК в список коррупционеров и разжигателей войны, с предложением введения против него международных санкций, так как он «способствовал уничтожению независимых СМИ в России».
Национальное агентство по предотвращению коррупции Украины выступило с инициативой о введении против Гореславского международных санкций, так как он «руководит медиакомпанией, которая используется российскими властями в пропагандистских целях, а поэтому несёт ответственность за организацию и распространение антиукраинской пропаганды».
24 июня 2024 года включён в санкционные списки Европейского союза так как он «занимается пропагандой в поддержку действий и политики российского правительства, подрывающих территориальную целостность, суверенитет и независимость Украины»:

Под руководством Гореславского "Институт развития интернета" стал важным элементом кремлевской пропаганды войны в Украине. Он отвечает за финансирование многочисленных проектов, оправдывающих и восхваляющих войну, таких как провоенные фильмы, сериалы и интернет-проекты. Она также выплачивает вознаграждение прокремлевским военным корреспондентам, которые распространяют пропаганду об обстановке на поле боя— «Официальный журнал Европейского союза», Брюссель, 24 июня 2024 года